# Stellamedusa
Stellamedusa is een geslacht van schijfkwallen uit de familie van de Ulmaridae.

## Soort
- Stellamedusa ventana Raskoff & Matsumoto, 2004